# Calamaria schmidti
Calamaria schmidti е вид змия от семейство Смокообразни (Colubridae). Видът не е застрашен от изчезване.

## Разпространение и местообитание
Разпространен е в Малайзия (Сабах).
Обитава национални паркове, гористи местности и планини.

## Описание
Популацията на вида е стабилна.